# Oleksiy Kashchuk
Oleksiy Kashchuk, en ukrainien : Олексій Миколайович Кащук, né le 29 juin 2000 à Novohrad-Volynskyï en Ukraine, est un footballeur ukrainien évoluant au poste d'ailier droit à Qarabağ FK.

## Biographie

### En club
Né à Novohrad-Volynskyï en Ukraine, Oleksiy Kashchuk est formé par le Chakhtar Donetsk, il commence toutefois sa carrière au FK Marioupol, où il est prêté le 3 août 2019. En décembre 2021 il est élu meilleur joueur du mois par les fans du club.
Après l'expiration de son contrat avec le Chakhtar Donetsk, Kashchuk est devenu agent libre. Le 3 septembre 2024, il a signé un contrat de trois ans avec le club Qarabağ de la Première Ligue d'Azerbaïdjan.

### En sélection
Avec les moins de 17 ans, il participe à deux reprises à la phase finale du championnat d'Europe des moins de 17 ans, en 2016 puis en 2017. Lors de l'édition 2016, il joue trois matchs, avec pour résultats un nul et deux défaites. Lors de l'édition 2017, il joue de nouveau trois matchs, avec pour résultats deux défaites et une victoire. Il s'illustre cette fois-ci en inscrivant un but contre la Norvège. Kashchuk inscrit également sept buts lors des éliminatoires de l'Euro des moins de 17 ans, avec notamment un doublé contre l'Autriche en mars 2017.
Avec les moins de 19 ans, il est l'auteur d'un doublé contre le Monténégro en octobre 2017, lors des éliminatoires de l'Euro des moins de 19 ans 2018.
Par la suite, avec les moins de 20 ans, il dispute la Coupe du monde des moins de 20 ans en 2019. Lors du mondial junior organisé en Pologne, il joue sept matchs. Il s'illustre en délivrant une passe décisive en phase de poule contre le Nigeria. Les Ukrainiens sont sacrés champions du monde en battant la Corée du Sud en finale.

## Statistiques
| Saison                | Club                  | Championnat           | Championnat | Championnat | Coupe(s) nationale(s) | Coupe(s) nationale(s) | Compétition(s) continentale(s) | Compétition(s) continentale(s) | Compétition(s) continentale(s) | Total | Total |
| Saison                | Club                  | Division              | M.          | B.          | M.                    | B.                    | Comp.                          | M.                             | B.                             | M.    | B.    |
| 2019-2020             | FK Marioupol (prêt)   | D1                    | 8           | 0           | -                     | -                     | C3                             | 1                              | 0                              | 9     | 0     |
| Total sur la carrière | Total sur la carrière | Total sur la carrière | 8           | 0           | -                     | -                     | -                              | 1                              | 0                              | 9     | 0     |

## Palmarès

### En sélection
- Vainqueur de la Coupe du monde des moins de 20 ans en 2019 avec l'équipe d'Ukraine des moins de 20 ans